# Cot Abe Ukee
Cot Abe Ukee är en kulle i Indonesien.   Den ligger i provinsen Aceh, i den västra delen av landet, 1 900 km nordväst om huvudstaden Jakarta. Toppen på Cot Abe Ukee är 189 meter över havet. Cot Abe Ukee ligger på ön Pulau We.
Terrängen runt Cot Abe Ukee är kuperad åt nordväst, men åt sydost är den platt. Havet är nära Cot Abe Ukee österut.  Närmaste större samhälle är Sabang, 7,3 km norr om Cot Abe Ukee. 